# Вила Розето (Кјети)
Вила Розето је насеље у Италији у округу Кјети, региону Абруцо.
Према процени из 2011. у насељу је живело 13 становника. Насеље се налази на надморској висини од 756 м.